# Гацкі (Сташовський повіт)
Гацкі (пол. Gacki) — село в Польщі, у гміні Шидлув Сташовського повіту Свентокшиського воєводства.
Населення — 457 осіб (2011).
У 1975-1998 роках село належало до Келецького воєводства.

## Демографія
Демографічна структура на день 31 березня 2011 року:
|          | Загалом | Допрацездатний вік | Працездатний вік | Постпрацездатний вік |
| -------- | ------- | ------------------ | ---------------- | -------------------- |
| Чоловіки | 235     | 44                 | 170              | 21                   |
| Жінки    | 222     | 41                 | 121              | 60                   |
| Разом    | 457     | 85                 | 291              | 81                   |